# Parorthacris
Parorthacris is een geslacht van rechtvleugeligen uit de familie Pyrgomorphidae. De wetenschappelijke naam van dit geslacht is voor het eerst geldig gepubliceerd in 1958 door Dirsh.

## Soorten
Het geslacht Parorthacris  is monotypisch en omvat slechts de volgende soort:
- Parorthacris somalica (Dirsh, 1958)